# Talgat Musabajev
Talgat Amangeldijevič Musabajev (rusky Талгат Амангельдиевич Мусабаев, 7. ledna 1951 – 3. srpna 2025) byl sovětský, po rozpadu Sovětského svazu ruský kosmonaut kazašského původu, člen oddílu kosmonautů Střediska přípravy kosmonautů J. A. Gagarina, 309. člověk ve vesmíru. Absolvoval tři kosmické lety, dva dlouhodobé na vesmírnou stanici Mir roku 1994 a 1998, potřetí vzlétl do vesmíru roku 2001 na týdenní návštěvu Mezinárodní vesmírné stanice (ISS). Ve vesmíru strávil celkem 341 dní, 9 hodin a 47 minut a uskutečnil 8 výstupů do volného prostoru o celkové délce 42 hodin a 19 minut.

## Život

### Mládí
Talgat Musabajev byl kazašské národnosti, pocházel z vesnice Kargaly Almatské oblasti Kazašské SSR. Po ukončení střední školy studoval v Rižském institutu civilního letectví (Рижский институт инженеров гражданской авиации) obor radioelektronické vybavení, dokončil jej roku 1974. Poté se vrátil do Kazachstánu, získal zaměstnání na letišti v Boraldaji. V letech 1975–1976 byl tajemníkem okresního výboru Komsomolu, v letech 1976–1987 se věnoval politicko-výchovné práci v kazašské Správě civilního letectví a později v Almatském leteckém oddílu. Paralelně létal v místním aeroklubu.

### Kosmonaut
Roku 1985 při oslavách 30. výročí vzniku kosmodromu Bajkonur vznikla myšlenka letu Kazacha do vesmíru, která rychle získala podporu politického vedení republiky. Mezi vojenskými letci se vhodného kandidáta nalézt nepodařilo, začalo se proto hledat i u civilistů. Talgat Musabajev se přihlásil a na jaře 1986 prošel lékařskými testy na místě i v IMBP, ale potom celá věc usnula.
V lednu 1987 přešel z kancelářské práce na místo pilota (od června 1989 velitele letadla An-2 na boraldajském letišti). Od června 1990 létal jako druhý pilot Tu-134 z Alma-Aty.
Podruhé stanul před lékaři IMBP roku 1988, v únoru 1989 získal jejich souhlas a 11. května 1990 byl státní meziresortní komisí doporučen v přípravě. V říjnu 1990 byl přeložen do Střediska přípravy kosmonautů (CPK) a zahájil výcvik společně se skupinou novinářů. V březnu 1991 nastoupil vojenskou službu a byl začleněn do oddílu CPK na post kandidáta na kosmonauta-výzkumníka.
Od května 1991 se připravoval v rámci programu kazašského letu v záložní posádce s Vasilijem Ciblijevem a Alexandrem Lavejkinem. Od července 1991, po sloučení kazašského a rakouského letu opět v záložní posádce s Alexandrem Viktorenkem a Rakušanem Clemensem Lothallerem. Dne 13. září 1991 dokončil základní výcvik a získal kvalifikaci zkušební kosmonaut. O měsíc později se na Mir podívali první Kazach v kosmu Toktar Aubakirov a Rakušan Franz Viehböck. Musabajev zůstal v oddílu CPK, roku 1993 absolvoval Akťubinskou vojenskou vysokou leteckou školu.
V srpnu 1993 byl jmenován do záložní posádky 15. základní expedice na Mir (ve složení Jurij Malenčenko, Musabajev, German Arzamazov), od února 1994 tvořil s Malenčenkem hlavní posádku 16. základní expedice.

#### První let
Sojuz TM-19 s posádkou Malenčenko, Musabajev odstartoval z Bajkonuru 1. července 1994. Členové nové základní posádky převzali stanici od stávajícího osazenstva, Viktor Afanasjev a Jurij Usačov 9. července odletěli domů, Valerij Poljakov na Miru zůstal. Dvojice nováčků pracovala na stanici s Poljakovem do října 1994, kdy předali Mir a Poljakova nástupcům ze 17. základní expedice a 4. listopadu přistáli. Le trval 125 dní, 22 hodin a 53 minut.

#### Druhý let
V březnu 1996 byl jmenován velitelem hlavní posádky Sojuzu TM-27 (25. základní expedice – Musabajev, Nikolaj Budarin a 15. návštěvní expedice – Léopold Eyharts) a záložní posádky Sojuzu TM-25 (23. základní expedice – Musabajev, Nikolaj Budarin a 14. návštěvní expedice (ISS) – Hans Schlegel) na Mir.
K druhému letu vzlétl v Sojuzu TM-27 z Bajkonuru 29. ledna 1998. Na Miru zůstal do 25. srpna 1998. Z předešlé posádky Musabajev a Budarin zdědili Američana Andrewa Thomase, kterého v červnu 1998 odvezl raketoplán Discovery. Během pobytu na Miru Musabajev pětkrát vystoupil na povrch stanice.

#### Třetí let
Od července 1997 se připravoval na funkci velitele 1. návštěvní expedice na Mezinárodní vesmírnou stanici (ISS), od prosince 2000 s Jurijem Baturinem a prvním vesmírným turistou americkým podnikatelem Dennisem Tito. Do vesmíru odstartovali na palubě Sojuzu TM-32 dne 28. dubna 2001. Po pěti dnech strávených na ISS se vrátili v Sojuzu TM-31. Přistáli 6. května, let trval 7 dní, 22 hodin a 4 minuty.

### Po odchodu z oddílu kosmonautů
V listopadu 2003 opustil oddíl kosmonautů poté, co byl v srpnu 2003 jmenován náčelníkem bojové přípravy armádního (tedy vrtulníkového) letectva. Už v listopadu 2003 přešel na funkci zástupce náčelníka Žukovského vojenské letecké inženýrské akademie. Roku 2005 odešel do Kazachstánu, získal tamní občanství a byl jmenován generálním ředitelem společnosti Bajtěrek (spravuje budovanou startovací rampu a obslužná zařízení pro rakety Angara na Bajkonuru). 
V březnu 2007 se postavil do čela nově založené Národní kosmické agentury Republiky Kazachstán (Kazkosmos) a jejím správcem zůstal až do své smrti. V letech 2017 až 2023 zasedal v Senátu Republiky Kazachstán.
Zemřel 3. srpna 2025 ve věku 74 let.

## Rodina
Byl ženatý, manželka Viktorija Voldemarovnaša je stomatoložkou, syn Danijar slouží ve vojenských jednotkách ministerstva vnitra Kazachstánu, dcera Kamila vystudovala psychologii.

## Vyznamenání

### Sovětská vyznamenání
- Řád přátelství mezi národy – 10. října 1991 – za aktivní účast při přípravách letu do vesmíru orbitální výzkumné stanice Mir a za velký přínos k posílení oboustranného porozumění, přátelství a důvěry mezi lidmi Sovětského Svazu a Rakouskem

### Ruská vyznamenání
- Hrdina Ruské federace – 24. listopadu 1994 – za aktivní účast na přípravě a úspěšné realizaci dlouhého mezinárodního letu do vesmíru na orbitální vesmírné stanici Mir, za odvahu a hrdinství[10]
- Letec-kosmonaut Ruské federace – 24. listopadu 1994
- Řád Za zásluhy o vlast III. třídy – 25. prosince 1998 – za odvahu a nesobeckost projevenou během vesmírného letu na orbitální výzkumné stanici Mir[11]
- Řád Za zásluhy o vlast II. třídy – 28. září 2001 – za odvahu a hrdinství při uskutečnění mezinárodního vesmírného let[12]
- Medaile Za zásluhy ve výzkumu vesmíru – 12. dubna 2011 – za výjimečný přínos k rozvoji mezinárodní spolupráce při letech do vesmíru[13]

### Kazašská vyznamenání
- Hrdina Kazachstánu – 1995
- Letec-kosmonaut Kazachstánu – 1995
- Řád vlasti – 1998[14]
- Medaile Astana – 1999
- Řád irbisa I. třídy – 2002

### Ostatní vyznamenání
- čestná dekorace ve zlatě Čestného odznaku Za zásluhy o Rakouskou republiku – Rakousko, 1991
- NASA Space Flight Medal – USA, 1998
- důstojník Řádu čestné legie – Francie, 2010 – za služby pro výzkumu vesmíru a zejména za velký vesmírný program ve Francii během druhého 208 dní trvajícího kosmického letu v roce 1998